# Joachim Neander
Pour les articles homonymes, voir Neumann.

Vitrail "Hohe Fenster" (de Fenêtre haute) à l'église Martini de Brême avec Joachim Neander à l'orgue

Joachim Neander (1650, Brême - 31 mai 1680, Brême) est un pasteur, poète et musicien allemand. Suivant les habitudes de son temps, son grand-père (déjà pasteur) avait hellénisé son nom Neumann (signifiant « homme nouveau ») en « Neander ».

## Biographie
Sa date de naissance précise est inconnue : les registres de naissance manquent de 1646 à 1650 ; on sait seulement qu’il n’est pas mentionné pour l’année 1651 et qu’un frère cadet lui est né en 1652 ; comme son père, veuf en 1648, s’est remarié l’année suivante, 1650 reste pratiquement la seule supposition possible.
Son père n'avait pas suivi la tradition familiale : il n'était pas devenu pasteur mais professeur au Pædagogium, l'école préparatoire à l'Université. Joachim renoua avec elle et, en 1666, l'année de la mort de son père, il s'inscrivit à l'université de Brême où il étudia la théologie. Il fut alors influencé par les idées de Johannes Koch (dit Cocceius) et de sa théologie du salut ; il leur resta fidèle toute sa vie et elles transparaissent dans ses hymnes.
De 1674 à 1678 il dirigea l'école latine de Düsseldorf où il devint presque une légende : il se sentait tourmenté par les questions religieuses, son grand-père était déjà passé du luthéranisme au calvinisme et lui-même ne s'entendait pas avec les dogmes et la discipline de son Église. Il essaya de chercher la paix dans la solitude d'une paisible vallée, celle que pour honorer son nom on appela Vallée de Neander (Neandertal en allemand) et qui aujourd'hui est surtout connue pour l'homme préhistorique qu'on y a découvert. L'Homme de Néandertal doit donc son nom à Joachim Neander. C'est là qu'il écrivit des hymnes encore populaires dans le protestantisme allemand. En 1679 il fut appelé comme pasteur à Brême et y mourut seulement un an plus tard de la tuberculose. 
Johann Sebastian Bach puisa dans ses textes pour les cantates BWV 120a et 137 ainsi que le choral BWV 304.

## Hommages
Est nommé en son honneur (85299) Neander, un astéroïde de la ceinture principale découvert en 1994.